# Royaume du Mexique
1548–1821
Entités suivantes :
- Régence mexicaine

Le royaume du Mexique, en espagnol Reino de México, officiellement à l'époque Reyno de México Tenvxtitlan, est à l'époque de la colonisation espagnole en Amérique une partie de la vice-royauté de Nouvelle-Espagne (actuel Mexique).

## Histoire

Royaume du Mexique (en vert clair) au sein de la Nouvelle-Espagne en 1819)